# Макар, Кейл
Кейл Дуглас Макар (англ. Cale Douglas Makar; род. 30 октября 1998, Калгари, Альберта) — канадский хоккеист, защитник клуба НХЛ «Колорадо Эвеланш». Обладатель Кубка Стэнли 2022 года, победитель молодёжного чемпионата мира 2018 года, обладатель Колдер Трофи (лучший новичок), Джеймс Норрис Трофи (лучший защитник) и Конн Смайт Трофи (MVP плей-офф).

## Игровая карьера

### Юниорская
Макар, уроженец Калгари, начал играть в «Кроучайлд Блэкхокс», а затем в 2011 году перешёл в «NWCAA Брюинз». Он также играл в «Калгари Флэймз Бантэм» и «NWCAA Стампедерз». В 2013 году Макар был выбран на драфте Западной хоккейной лиги (WHL) клубом «Медисин-Хат Тайгерс» в 8-м раунде под 164-м номером.
В сезоне 2014/2015 Макар стал самым ценным игроком команды «Калгари Флэймз Миджет» и приглашён в первую сборную всех звёзд Хоккейной лиги Альберт Миджет (AMHL). Чтобы сохранить своё право на участие в Национальной ассоциации студенческого спорта (NCAA), Макар присоединился в конце сезона в качестве аффилированного игрока к «Брукс Бандитс», выступающего в Юниорской хоккейной лиги Альберты (AJHL), и помог команде дойти до финала, став третьим среди защитников с семью набранными очками. Согласившись вернуться в «Брукс Бандитс» в предстоящем сезоне, Макар объявил о своём намерении играть в Университете Массачусетса в Амхерсте в конференции Hockey East NCAA.
В сезоне 2015/2016 Макар набрал 55 очков в 54 играх за «Брукс Бандитс», попав в сборные всех звёзд и новичков AJHL. В плей-офф он набрал 14 очков в 13 играх и стал с клубом чемпионом лиги. В этом сезоне он стал новичком года AJHL и CJHL, лучшим защитником Кубка западной Канады (WCC), а также лучшим защитником, лучшим бомбардиром и самым ценным игроком Кубка Ройал Банка.

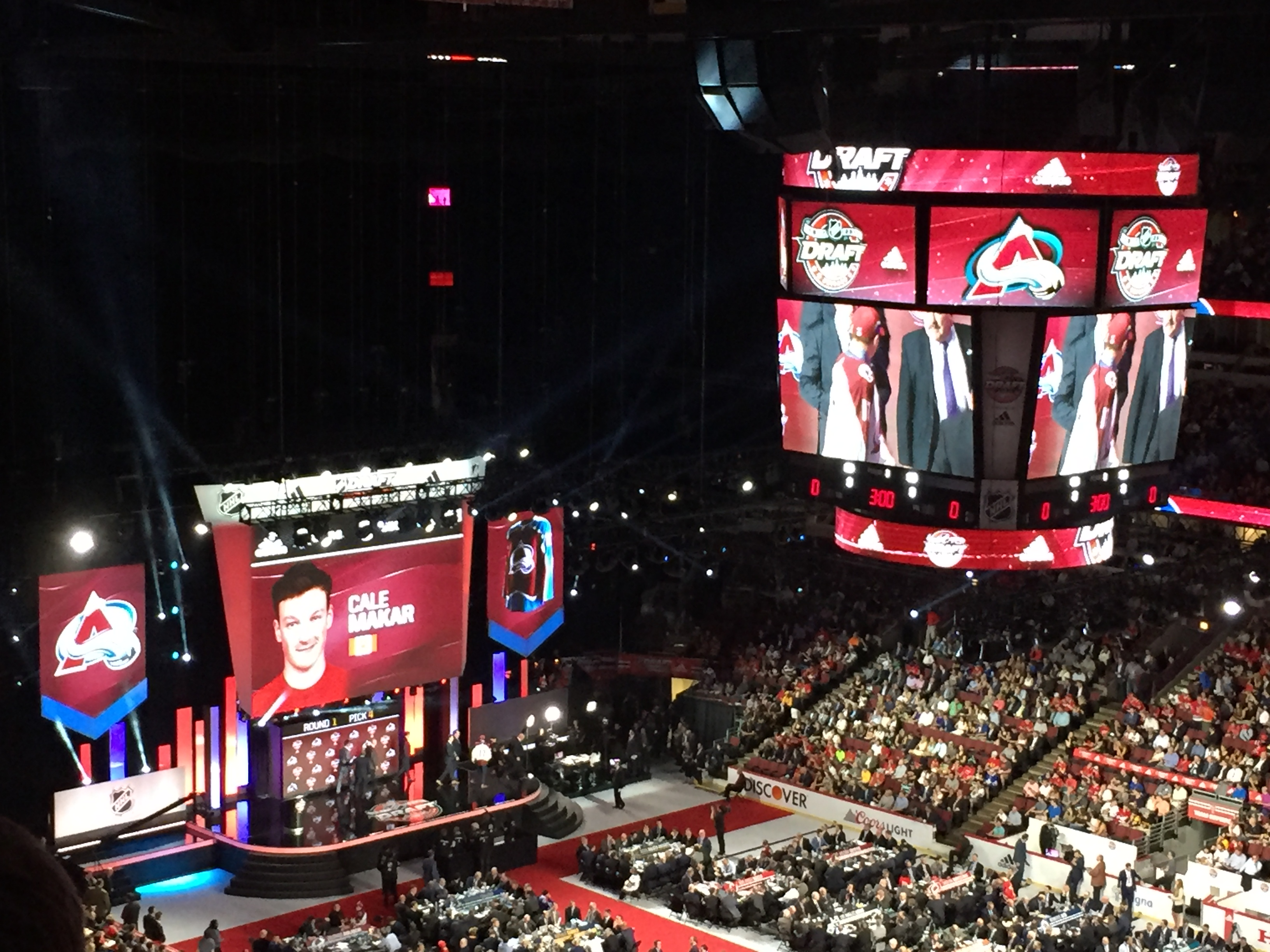
Макар был выбран «Колорадо Эвеланш» на драфте 2017 года

В сезоне 2016/2017 Макар стал лучшим бомбардиром среди защитников и шестым в общем в AJHL с 75 очками (24 гола и 51 передачей) в 54 играх, став MVP и лучшим защитником лиги. Он набрал 16 очков в 13 играх плей-офф, став второй раз подряд чемпионом AJHL. В этом сезоне он стал лучшим защитником и самым ценным игроком Кубка Ройал Банка, став первым игроком, который получил MVP кубка в двух сезонах подряд. Также он стал самым ценным игроком CJHL и получил престижную национальную награду лучший игрок года RBC National Junior A.
Благодаря быстрому подъёму в рейтинге, до подачи заявки на участие в драфте 2017 года он считался одним из главных проспектов. В конечном итоге он был выбран под 4-м номером «Колорадо Эвеланш», вторым среди защитников после Миро Хейсканена, выбранного под 3-м номером. Макар стал самым высоковыбранным на драфте НХЛ игроком, пришедшим прямо из AJHL, и только вторым, кого выбрали в первом раунде после Джо Колборна в 2008 году.

### Колледж
Несмотря на свой статус перспективного проспекта, Макар решил остаться верным своему обязательству присоединиться к команде Университета Массачусетса в Амхерсте «ЮМасс Минитмен» в сезоне 2017/2018. Он занял пятое место в команде по результативности и второе среди защитников с 21 очком в 34 играх. Он стал новичком года по версии Ассоциации хоккейных журналистов Новой Англии, занял девятое место в рейтинге защитников конференции Hockey East, был выбран в сборную новичком и третью сборную всех звёзд лиги.
После завершения сезона несмотря на заинтересованность «Колорадо Эвеланш», Макар решил продолжить своё обучение и остался в команде на сезон 2018/2019. В этом сезоне Макар стал первым игроком команды, удостоенным звания игрока года конференции Hockey East, заняв первое место по голам и второе по очкам. Он также был выбран в первую сборную всех звёзд конференции Hockey East и стал обладателем премии Хоби Бейкера. В финале NCAA этого сезона «Минитмены» проиграли Университету Миннесоты в Дулуте.

### Профессиональная
14 апреля 2019 года «Колорадо Эвеланш» подписали трёхлетний контракт начального уровня с Макаром. Днём позже он забил свой первый гол в НХЛ своим первым броском в дебютном матче, во время третьего матча первого раунда плей-офф Кубка Стэнли 2019 года против «Калгари Флэймз». При этом он стал первым защитником, который забил гол в плей-офф НХЛ в дебютном матче.
В сезоне 2019/2020 забил свой первый гол в карьере в «регулярке» НХЛ в матче с «Вегас Голден Найтс». Впоследствии он был назван третьей звездой недели в ноябре, став первым новичком «Эвеланш», удостоенным такой чести. 12 ноября 2019 года в матче с «Виннипег Джетс» Макар стал вторым защитником-новичком «Эвеланш», набравшим 18 очков в 18 играх. 18 января 2020 года Макар установил новый рекорд франшизы, забив 11-й гол в сезоне, побив рекорд Джона-Майкла Лайлза по количеству голов, забитых защитником-новичком. По окончании сезона Макар стал обладателем Колдер Трофи как лучший новичок сезона, а также занял второе место в голосовании за Джеймс Норрис Трофи (лучший защитник сезона).

#### Сезон 2021/22
24 июля 2021 года Макар продлил контракт с «Колорадо Эвеланш» на 6 лет на сумму $54 млн. 28 октября Макар в матче с «Сент-Луис Блюз» набрал своё 100-е очко в 108 играх, став шестым защитником лиги по скорости набора 100 очков. 25 марта, в матче с «Филадельфия Флайерз», Макар забил свой 24-й гол в сезоне 2021/2022, побив рекорд «Эвеланш» по количеству голов за один сезон, забитых защитником. По итогам сезона он забросил 28 шайб, став вторым защитником по количеству голов за регулярный сезон после Брента Бёрнса (29 шайб в сезоне 2016/17). Всего в этом сезоне Макар набрал 86 очков (28+58) в 77 матчах при показателе полезности +48, став вторым по результативности защитником во всей лиге после швейцарца Романа Йоси (96 очков) и первым по заброшенным шайбам.
«Эвеланш» заняли первое место в Западной конференции и второе место в общем зачёте лиги, выйдя в плей-офф, где в первом раунде встретились с «Нэшвилл Предаторз». Макар набрал 10 очков в четырёх матчах против «Предаторз», установив рекорд по количеству очков среди защитников в первых четырёх играх плей-офф. 6 июня 2022 года набрал 5 очков (1+4) в четвёртом матче серии плей-офф против «Эдмонтон Ойлерз» (6:5 ОТ). Последний раз защитник набирал 5 очков в одном матче плей-офф в 1994 году. Также Макар повторил рекорд франшизы по очкам в одном матче плей-офф для всех хоккеистов. Всего в первых трёх раундах плей-офф Макар набрал 22 очка (5+17) в 14 матчах, это также рекорд по набранным очкам в плей-офф для защитников франшизы. Макар набрал 50 очков в плей-офф за первые 49 матчей, только два защитника в истории НХЛ делали это быстрее — Бобби Орр (39) и Брайан Лич (41). 22 июня 2022 года Макар стал обладателем Джеймс Норрис Трофи как лучший защитник сезона, став первым игроком «Эвеланш» получившим этот приз. В финале Кубка Стэнли «Эвеланш» обыграли команду «Тампа-Бэй Лайтнинг» со счётом 4-2 в серии, а Макар был признан лучшим игроком плей-офф, получив Конн Смайт Трофи.

#### Сезон 2022/23
21 ноября 2022 года набрал 200-е очко в регулярных сезонах НХЛ, для этого Макару понадобились 195 матчей, что стало рекордом для всех защитников в истории НХЛ. Прежний рекорд равнялся 207 матчам и принадлежал Сергею Зубову. В конце декабря 2022 года в матче против «Айлендерс» (1:0 Б) попросил арбитра отменить удаление форварда соперников Мэтью Барзала, объяснив, что упал сам. 7 марта 2023 года набрал 4 очка (1+3) в игре против «Сан-Хосе» (6:0) при показателе полезности +5. В начале апреля 2023 года выбыл на неопределённый срок из-за травмы нижней части тела. Всего в регулярном сезоне 2022/23 сыграл 60 матчей и набрал 66 очков (17+49) при показателе полезности +16. Макар занял 9-е место среди самых результативных защитников сезона, несмотря на то, что пропустил 22 игры из 82.

#### Сезон 2023/24
В первых 16 матчах сезона 4 раза набирал по три очка за игру. Был признан первой звездой НХЛ на неделе 13-19 ноября, за три игры Макар набрал 8 очков (1+7). 18 ноября в игре против «Далласа» сделал свою 200-ю передачу в регулярных сезонах НХЛ, затратив на это 254 матча. 6 марта 2024 года в матче против «Детройта» (7:2) сделал свой первый хет-трик в НХЛ; Макар стал первым защитником «Колорадо» в XXI веке, сделавшим хет-трик. Всего в регулярном чемпионате набрал 90 очков (21+69) в 77 матчах, установив свой рекорд по передачам и очкам. Макар занял второе место в сезоне по результативности среди защитников, уступив Куинну Хьюзу из «Ванкувера» (92 очка в 82 матчах). Также он стал 6-м в сезоне по передачам и лучшим среди защитников по заброшенным шайбам.

## Международная карьера
Макар впервые был вызван Федерацией хоккея Канады для участия в World Junior A Challenge (WJAC) (международный турнир по хоккею для игроков до 20 лет) в 2015 году и помог Canada West завоевать золотые медали. В 2016 году Canada West не смогла повторить прошлогодний успех, став лишь пятой, при этом Макар установил рекорд по набранным очкам в одной игре среди защитников. Макар выступал за сборную Канады на Всемирной летней выставке юниоров в Плимуте, штат Мичиган.
Макар был вызван в молодёжную сборную Канады для участия в Чемпионате мира 2018 года в Буффало и выиграл золото, став лучшим среди защитников с тремя голами и восемью очками в семи играх, и стал единственным канадцем, выбранным в символическую сборную турнира.
По сообщениям, Макар отклонил приглашение присоединиться к сборной Канады на зимних Олимпийских играх 2018 года в Пхёнчхане, чтобы сосредоточиться на сезоне с Университетом Массачусетса, поскольку ему пришлось бы пропустить три недели.

## Личная жизнь
Макар — сын Гари Макара и Лауры МакГрегор. Он был назван в честь бывшего игрока НХЛ Кейла Халса. Его младший брат Тейлор играет за «ЮМасс Минитмен» в NCAA (за который также выступал сам Кейл) и был выбран «Эвеланш» в 7-м раунде драфта НХЛ 2021 года под общим 220-м номером. Кроме того, кузен Кейла, Марк Логан, играет в NCAA за Рочестерский технологический институт. Бывший игрок НХЛ Том Лысяк был двоюродным братом отца Кайла. По отцовской линии Макар имеет украинские корни. В детстве он был фанатом клуба из родного города «Калгари Флэймз».

## Статистика
| Легенда | Легенда                    | Легенда | Легенда                   | Легенда | Легенда    |
| ------- | -------------------------- | ------- | ------------------------- | ------- | ---------- |
| И       | Количество проведённых игр | Штр     | Штрафное время            | +/−     | Плюс-минус |
| Г       | Голы                       | П       | Голевые передачи          | О       | Очки       |
| -       | Статистика неизвестна      | —       | Статистика не учитывалась |         |            |

## Награды
| Награда                                                 | Год        |        |
| ------------------------------------------------------- | ---------- | ------ |
| AMHL                                                    |            |        |
| Первая сборная всех звёзд                               | 2015       |        |
| AJHL                                                    |            |        |
| Сборная новичков Южного дивизиона                       | 2016       |        |
| Сборная всех звёзд Южного дивизиона                     | 2016       |        |
| Новичок года                                            | 2016       | [ 5 ]  |
| Новичок года CJHL                                       | 2016       |        |
| Ролан Мерсье Трофи (MVP Кубка Ройал Банка)              | 2016, 2017 |        |
| Лучший защитник Кубка Ройал Банка                       | 2016, 2017 |        |
| Лучший бомбардир Кубка Ройал Банка                      | 2016       |        |
| Самый выдающийся защитник                               | 2017       |        |
| MVP                                                     | 2017       | [ 51 ] |
| MVP плей-офф                                            | 2017       |        |
| Игрок года Кубка Ройал Банка CJHL                       | 2017       | [ 52 ] |
| Колледж                                                 |            |        |
| Сборная новичков конференции Hockey East                | 2018       | [ 12 ] |
| Третья сборная всех звёзд конференции Hockey East       | 2018       | [ 53 ] |
| Новичок года Новой Англии                               | 2018       | [ 54 ] |
| Лучший бомбардир конференции Hockey East                | 2019       | [ 55 ] |
| Первая сборная всех звёзд конференции Hockey East       | 2019       | [ 15 ] |
| Игрок года конференции Hockey East                      | 2019       | [ 14 ] |
| Первая всеамериканская сборная                          | 2019       | [ 56 ] |
| Хоби Бейкер Эворд                                       | 2019       | [ 17 ] |
| Лучший защитник Новой Англии                            | 2019       | [ 57 ] |
| Игрок года Новой Англии                                 | 2019       | [ 57 ] |
| Сборная всех звёзд Новой Англии                         | 2019       | [ 57 ] |
| Игрок года CHN                                          | 2019       | [ 58 ] |
| Первая сборная всех звёзд CHN                           | 2019       | [ 58 ] |
| Игрок года USCHO                                        | 2019       | [ 59 ] |
| Лучший бомбардир NCAA среди защитников                  | 2019       | [ 60 ] |
| MVP Северо-восточного региона NCAA                      | 2019       | [ 61 ] |
| Спортсмен года Университета Массачусетса (среди мужчин) | 2019       |        |
| Международные                                           |            |        |
| Символическая сборная молодёжного Чемпионат мира        | 2018       | [ 45 ] |
| Национальная хоккейная лига                             |            |        |
| Обладатель Колдер Трофи                                 | 2020       | [ 62 ] |
| Сборная лучших новичков                                 | 2020       |        |
| Первая сборная всех звёзд                               | 2021, 2022 |        |
| Обладатель Кубка Стэнли                                 | 2022       |        |
| Матч всех звёзд                                         | 2022       |        |
| Обладатель Джеймс Норрис Трофи                          | 2022       |        |
| Обладатель Конн Смайт Трофи                             | 2022       |        |